# 寶川政治
寶川 政治（たからがわ まさじ、1899年2月8日 - 1973年12月2日）は、高知県高岡郡東津野村（現：高知県津野町）出身の元大相撲力士。本名は兵頭 亀松（ひょうどう かめまつ）。

## 来歴
1899年2月8日に高知県高岡郡東津野村（現：高知県津野町）で生まれる。幼い頃から地元の草相撲で大関となり、1921年5月場所にて幕下付出で初土俵を踏んだ。入門時で20歳を越してはいたが出世も早いとは言えず、1925年1月場所で新十両昇進、1927年5月場所で新入幕を果たすなど、幕下付出でのデビューとしては時間が掛かったと言える。7代友綱の部屋継承以降新しい力士が中々育たなかった友綱部屋からの待望の幕内力士であった。
1929年5月場所では1勝10敗と大きく負け越したが、この1勝は大関・大ノ里萬助を破ってのものだったため、幕内上位～三役に対する力量は持っているとされる。その後も幕内の真ん中で活躍していたが、1932年1月6日に勃発した春秋園事件によって一時脱退、1933年1月場所で復帰した。同年5月場所では初日の番神山政三郎戦で敗れただけの10勝1敗（優勝同点）の好成績を記録したが、1934年5月場所で1勝10敗と再び大きく負け越したことで現役引退、廃業した。

### 山口組による襲撃
1932年3月27日、寶川は大阪巡業に関して玉錦三右エ門がある贔屓筋の祝儀を拒否したのを咎め、口論に発展した。玉錦は偶然にも山口組の親分・山口登の舎弟だったことから、この争いに組員の西田幸一・山田久一・田岡一雄が介入し、旅館に宿泊していた寶川を襲撃した。特に田岡は殺意を持って短刀を寶川の頭上に振り下ろしたが、寸前になって玉錦が制止して手元が狂い、寶川の右手小指と薬指の半分を切り落とした上に、寶川の額を割る結果となった。この時寶川は、血まみれのまま畳に手を付けて謝罪したことで命拾いしている。
寶川は喧嘩っ早い性格のみならず、笑い顔を見せないことでも有名で、田岡曰く「（寶川は）力士としては小柄で相撲内容も地味、おまけに器量の悪いことで有名だった。ブサイクな顔を自分でもよほど気にしていたらしく、写真を撮られることを拒否したから人気も無かった」「ガマも背を向けたといわれるほど醜男」と書いている。ただし、これらはいずれも山口組側の証言によるもので、その後も寶川が本場所で好成績を挙げていることや、後述のように引退後、郷里にて指圧療院を営んでいたことを考えると、少なくとも「右手の指を2本切り落とされた」という話の信憑性はかなり低い。また襲撃が原因で土俵を去った訳でもない。
廃業後は長生医学を学び、郷里・高知県で指圧療院を営んだ。1973年12月2日に死去、74歳没。

## 主な成績
- 通算成績：167勝159敗1分5休 勝率.512
- 幕内成績：102勝114敗4休 勝率.472
- 現役在位：36場所
- 幕内在位：21場所（春秋園事件の場所も含む）
- 各段優勝
  - 十両優勝：1回（1926年1月場所）

### 場所別成績
| 1921年 （大正10年） | x                     | x                | 幕下付出 2–3            | x                 |
| 1922年 （大正11年） | 西三段目44枚目 4–1    | x                | 東三段目4枚目 3–2       | x                 |
| 1923年 （大正12年） | 西幕下33枚目 5–5      | x                | 西幕下36枚目 3–1–1      | x                 |
| 1924年 （大正13年） | 西幕下14枚目 3–2      | x                | 東幕下7枚目 5–1         | x                 |
| 1925年 （大正14年） | 西十両7枚目 4–1 1分   | x                | 西十両3枚目 5–4         | x                 |
| 1926年 （大正15年） | 西十両11枚目 優勝 6–0 | x                | 西十両3枚目 5–4         | x                 |
| 1927年 （昭和2年） | 東十両筆頭 7–4        | 東十両筆頭 5–6   | 東前頭13枚目 6–5        | 東十両4枚目 5–6   |
| 1928年 （昭和3年） | 西前頭10枚目 5–6      | 西十両3枚目 6–5  | 東前頭14枚目 8–3        | 東前頭14枚目 5–6  |
| 1929年 （昭和4年） | 西前頭8枚目 5–6       | 西前頭8枚目 6–5  | 西前頭4枚目 1–10        | 西前頭4枚目 3–4–4 |
| 1930年 （昭和5年） | 西前頭10枚目 6–5      | 西前頭10枚目 5–6 | 西前頭9枚目 5–6         | 西前頭9枚目 5–6   |
| 1931年 （昭和6年） | 東前頭11枚目 4–7      | 東前頭11枚目 3–8 | 西前頭16枚目 7–4        | 西前頭16枚目 7–4  |
| 1932年 （昭和7年） | 東前頭11枚目 –        | x                | x                       | x                 |
| 1933年 （昭和8年） | 前頭 5–6              | x                | 西前頭14枚目 10–1       | x                 |
| 1934年 （昭和9年） | 西前頭3枚目 5–6       | x                | 西前頭6枚目 引退 1–10–0 | x                 |
| 各欄の数字は、「勝ち-負け-休場」を示す。 優勝 引退 休場 十両 幕下 三賞：敢=敢闘賞、殊=殊勲賞、技=技能賞 その他：★=金星 番付階級：幕内 - 十両 - 幕下 - 三段目 - 序二段 - 序ノ口 幕内序列：横綱 - 大関 - 関脇 - 小結 - 前頭（「#数字」は各位内の序列） |                       |                  |                         |                   |

## 幕内対戦成績
| 力士名   | 勝数 | 負数 | 力士名 | 勝数 | 負数 | 力士名 | 勝数 | 負数 | 力士名   | 勝数 | 負数 |
| -------- | ---- | ---- | ------ | ---- | ---- | ------ | ---- | ---- | -------- | ---- | ---- |
| 朝光     | 0    | 1    | 旭川   | 2    | 0    | 綾櫻   | 2    | 3    | 綾錦     | 1    | 0    |
| 綾ノ浪   | 0    | 1    | 綾昇   | 0    | 1    | 綾若   | 0    | 1    | 荒熊     | 2    | 2    |
| 伊勢ノ濱 | 0    | 3    | 射水川 | 0    | 1    | 岩木山 | 0    | 1    | 大潮     | 1    | 1    |
| 大嶋     | 3    | 3    | 大浪   | 1    | 2    | 大ノ里 | 1    | 0    | 鏡岩     | 1    | 5    |
| 桂川     | 0    | 1    | 桂川   | 1    | 0    | 錦華山 | 2    | 1    | 古賀ノ浦 | 1    | 0    |
| 越ノ海   | 2    | 0    | 駒錦   | 2    | 0    | 信夫山 | 1    | 3    | 清水川   | 0    | 3    |